# Štefan Minárik
Štefan Minárik (1. dubna 1902 - 1974) byl slovenský a československý politik Komunistické strany Slovenska a poúnorový poslanec Národního shromáždění ČSSR.

## Biografie
Ve volbách roku 1960 byl zvolen za KSS do Národního shromáždění ČSSR za Západoslovenský kraj. V Národním shromáždění zasedal až do konce volebního období parlamentu, tedy do voleb v roce 1964.
V letech 1949-1963 se uvádí jako účastník zasedání Ústředního výboru Komunistické strany Slovenska.